# Panzer-Brigade 102
Die Panzer-Brigade 102 war während des Zweiten Weltkriegs ein gepanzerter Kampfverband der Wehrmacht.

## Geschichte
Die Panzer-Brigade 102 wurde Ende Juni 1944 im Wehrkreis XI aufgestellt. Hintergrund der Aufstellung war ein Befehl des OKH vom 18. Juli 1944 zur Neuaufstellung von 10 Panzer-Brigaden.
Nach einer zweiwöchigen Kurzausbildung auf dem Truppenübungsplatz Bergen in Niedersachsen erfolgte am 20. August 1944 die Verlegung in den Raum Preußisch Eylau in Ostpreußen. Ab August 1944 war die Brigade zur Verfügung der 2. Armee gesetzt. Im November 1944 wechselte die Unterstellung zur 3. Panzerarmee und Ende des gleichen Monats wurde die Brigade aufgelöst.
Auf dem Truppenübungsplatz Arys in Ostpreußen wurden Teile der ehemaligen Brigade zur Auffrischung der 7. Panzer-Division verwendet. Der Stab und die Panzer-Abteilung 2102 kamen zur Auflösung nach Neuruppin, wobei vorher die Panzer an das Panzer-Regiment 25 abgegeben worden waren.

## Gliederung
- Panzer-Abteilung 2102 mit vier Kompanien aus der Panzer-Ersatz-Abteilung 5
- Panzergrenadier-Bataillon 2102 mit drei Kompanien
- Brigade-Einheiten (Pionier-Kompanie) 2102